# Дрожджиці
Дрожджиці (пол. Drożdżyce) — село в Польщі, у гміні Стеншев Познанського повіту Великопольського воєводства.
Населення — 147 осіб (2011).
У 1975-1998 роках село належало до Познанського воєводства.

## Демографія
Демографічна структура станом на 31 березня 2011 року:
|          | Загалом | Допрацездатний вік | Працездатний вік | Постпрацездатний вік |
| -------- | ------- | ------------------ | ---------------- | -------------------- |
| Чоловіки | 65      | 11                 | 44               | 10                   |
| Жінки    | 82      | 21                 | 43               | 18                   |
| Разом    | 147     | 32                 | 87               | 28                   |